# Tuberculine
Tuberculine is een proteïnenmengsel verkregen uit de bacteriën Mycobacterium bovis en Mycobacterium avium. Bij koeien veroorzaakt Mycobacterium bovis rundertuberculose.
Met tuberculine kan een huidreactie opgeroepen worden bij mensen die besmet zijn geweest met de tuberculosebacterie Mycobacterium tuberculosis.
De eerste varianten van tuberculine werden gemaakt door  Robert Koch (1890), die dacht dat het tegen tuberculose werkte en het op grote schaal uitteste. Wat tot het zogenaamde „tuberculine-schandaal“ leidde.

## Productie
Runder of aviäres BCG-tuberculine wordt vervaardigd uit de in wateroplosbare fracties van Mycobacterium bovis- en Mycobacterium avium-culturen, die in een synthetisch vloeibaar medium opgekweekt zijn. Na enige tijd wordt de cultuur gedood met stoom en gefiltreerd. De actieve proteïnefractie wordt dan neergeslagen, uitgewassen en opnieuw opgelost. Een antimicrobieel conserveringsmiddel als phenol, dat geen foutpositieve uitslag geeft, kan toegevoegd worden.
De stof is opgenomen in de lijst van essentiële geneesmiddelen van de WHO.